# Scott McKenzie
Scott McKenzie   (Jacksonville, 10 de gener de 1939 - Los Angeles, 18 d'agost de 2012) va ser un cantant i compositor estatunidenc. Es va fer mundialment conegut gràcies al seu únic gran èxit «San Francisco (Be Sure to Wear Flowers in Your Hair)» de 1967. Aquest tema el col·locaria a la llista d'artistes amb un sol èxit més reconeguts en la història de la música popular del seu país.

## Biografia
McKenzie va créixer a Carolina del Nord i Virgínia. El 1967 va gravar San Francisco (Be Sure to Wear Flowers in Your Hair), una cançó escrita per John Phillips que es va convertir en una de les banderes generacionals del moviment hippie als Estats Units i va tenir un èxit extraordinari a tot el món.
En les dècades següents McKenzie va alternar llargs períodes d'inactivitat amb períodes com a cantant «a la carretera», especialment com a membre del grup The Mamas and The Papas. Les seves darreres actuacions es remunten a principis dels anys 2000, després de les quals es va retirar definitivament.
Va viure els darrers anys prop de Los Angeles, on va morir el 2012 als 73 anys. Patia la síndrome de Guillain-Barré, que li havia provocat una paràlisi total. Va morir d'un atac de cor causat per la malaltia.